# Rakousko na Zimních olympijských hrách 1980
Rakousko na Zimních olympijských hrách 1980 v Lake Placid reprezentovalo 43 sportovců, z toho 33 mužů a 10 žen. Nejmladším účastníkem byl Annefried Gollner (16 let, 171 dní), nejstarším pak Reinhold Sulzbacher (35 let, 205 dní). Reprezentanti vybojovali 7 medailí, z toho 3 zlaté 2 stříbrné a 2 bronzové.

## Medailisté
| Medaile | Jméno                         | Sport           | Disciplína             |
| ------- | ----------------------------- | --------------- | ---------------------- |
| Zlato   | Leonhard Stock                | Alpské lyžování | sjezd – muži           |
| Zlato   | Annemarie Moserová-Pröllová   | Alpské lyžování | sjezd – ženy           |
| Zlato   | Toni Innauer                  | Skoky na lyžích | normální můstek – muži |
| Stříbro | Peter Wirnsberger             | Alpské lyžování | sjezd – muži           |
| Stříbro | Hubert Neuper                 | Skoky na lyžích | velký můstek – muži    |
| Bronz   | Hans Enn                      | Alpské lyžování | obří slalom – muži     |
| Bronz   | Georg Fluckinger Karl Schrott | Saně            | dvojice – muži         |